# گوره‌قلعه
گوره‌قلعه (به کردی: گەورەقەڵا، Gewreqella) روستایی از توابع بخش سرشیو شهرستان سقز است که در استان کردستان ایران قرار دارد.

## جمعیت
این روستا در دهستان ذوالفقار واقع شده و براساس سرشماری سال ۱۳۸۵، جمعیت آن ۴۹۱ نفر (۹۸ خانوار) بوده‌است.گهورهقهڵا درمسیرجاده کسنزان واقع شده است.